# Lucille Dumont
Pour les articles homonymes, voir Dumont.
Lucille Dumont (née Marie Jacqueline Lucelle Dumont le 20 janvier 1919 à Montréal et morte le 29 juillet 2016) est une chanteuse et animatrice canadienne (québécoise) puis, de 1968 jusqu'en 2008, une formatrice en chant.

## Biographie
Née à Montréal, Lucille Dumont est la fille de Rodrigue Dumont, épicier, et de Ernestine Jolivet. Elle amorce sa carrière en 1935 en suivant des cours d'interprétation avec Léo LeSieur. Elle participe à sa première émission radiophonique, Sweet Caporal, à l'âge de 16 ans (1935). En 1937, elle participe à l'émission Chantons en cœur avec Jean Lalonde, Ovila Légaré et Roger Baulu. La carrière de Lucille Dumont se poursuit avec plusieurs émissions radiophoniques, parmi lesquelles Café Concert Kraft (1944-1948) avec Jean-Pierre Masson et Marcel Giguère.
Elle épouse l'animateur québécois Jean-Maurice Bailly en 1945 avec qui elle aura eu deux enfants; ils se séparent en 1963.
En mai 1946, elle tient avec Fernand Robidoux, Denise Filiatrault, André Rancourt, Marie-Thérèse Alarie, Jacqueline Plouffe et Gérard Paradis, la vedette de la revue musicale Coquetel '46 au Monument-National. À compter de 1947, Lucille Dumont connaît ses premiers succès sur disques avec C'était un jour de fête, Le Régiment des mandolines, Maître Pierre, Le gros Bill, Si tu viens danser dans mon village et Ah, c'qu'on s'aimait. Cette année-là, elle devient la première chanteuse à être élue Miss Radio (1947) par les lecteurs de l'hebdomadaire Radiomonde.
En 1950, Jean Baulu la qualifie de "Grande dame de la chanson". 
En 1953, Lucille Dumont anime, à la télévision québécoise naissante, l'émission de variétés Le Café des artistes (SRC) avec Jacques Normand et Gilles Pellerin.
En 1956, elle anime sa propre émission de télévision, À la romance, qui garde l'affiche pendant trois saisons d'hiver. Elle interprète aussi la chanson de Jacques Blanchet Le ciel se marie avec la mer, en 1957, pour laquelle l'auteur reçoit le premier prix du premier Concours de la chanson canadienne, à Radio-Canada. Elle enregistre cette chanson sur disque à New York, pour la firme Pathé. En 1961, elle tourne à Paris une série de films musicaux pour la télévision canadienne.
En 1962, elle est déléguée à Bruxelles par Radio-Canada, avec Jean-Pierre Ferland et Jacques Blanchet, pour le concours Chanson de la communauté radiophonique des programmes de langue française.
En 1965, elle anime à la télévision l'émission Lucille Dumont. Cette même année, elle enregistre pour la maison Columbia son deuxième disque consacré aux compositeurs canadiens.
En 1967, elle représente la chanson canadienne à Paris, à l'Office de radiodiffusion-télévision française (ORTF) et, en 1968, elle tient à Montréal durant quarante ans, L'Atelier de la chanson, une école de chant et d'interprétation qui aura vu défiler un grand nombre d'interprètes, dont Sylvain Lelièvre et Marie Denise Pelletier.
En 1985, Radio-Canada consacre à Lucille Dumont une émission spéciale pour célébrer le 50e anniversaire de sa vie artistique pour lequel Diane Juster et Luc Plamondon ont écrit Immortelle, chanson qui lui a été dédiée.
Elle chante devant plusieurs centaines de milliers de personnes lors de la Fête nationale du Québec de 1975 sur le mont Royal et, en mars 1998, le Canal D présente une biographie d'une heure retraçant sa carrière.
En 1999, Lucille Dumont est nommée officier de l'Ordre du Canada et, en 2001, de l'Ordre national du Québec.
Elle meurt le 29 juillet 2016 à l'âge de 97 ans.

## Discographie

### Albums
- 1954 : Lucille Dumont (Radio-Canada, P-111)
- 1963 : Lucille Dumont (Adagio, 298501)
- 1964 : Pour toi... (Columbia, FL-326/FS-326; Réédition 1968, Harmonie, HFS-9055)

### Simples
- 1938 : Darling, je vous aime beaucoup – Traversée (Bluebird, B-1134)
- 1947 : Notre-Dame-des-Amours – La guitare à Chiquita (RCA Victor, 56-5135)
- 1947 : Brin d'amour – Babalou (RCA Victor, 56-5136)
- 1947 : Mon cœur est au bal – Le petit cousin (RCA Victor, 56-5141)
- 1947 : Le p'tit bal du samedi soir – Ce n'était pas original (RCA Victor, 56-5142)
- 1947 : C'était un jour de fête – Ça s'fait pas (No can do) (RCA Victor, 56-5149)
- 1948 : Le gros Bill – C'est loin tout ça (RCA Victor, 56-5150 – 57-0004)
- 1948 : Bal d'amour – Le Régiment des mandolines (RCA Victor, 56-5155)
- 1948 : Au petit bal sous la lune – Captain Cap (RCA Victor, 56-5159)
- 1949 : Pour un baiser d'amour – Cheveux au vent (RCA Victor, 56-5165 – 57-0003)
- 1949 : Clopin-clopant – Coucou (RCA Victor, 56-5166)
- 1949 : Maître Pierre – Boléro (RCA Victor, 56-5177 – 57-0016)
- 1949 : Papa maman – Le petit rat (RCA Victor, 56-5178 – 57-0017)
- 1950 : L'écho des mandolines – Angelo mio (RCA Victor, 56-5193 – 57-0054)
- 1950 : Les feuilles mortes – C'est pas banal (RCA Victor, 56-5201 – 57-0080)
- 1950 : Vent d'automne – Cent pour cent (RCA Victor, 56-5202 – 57-0081)
- 1950 : Si tu viens danser dans mon village – Y'avait toi (RCA Victor, 56-5216 – 57-0147)
- 1950 : Ah! C'qu'on s'aimait – Coquin d'amour (RCA Victor, 56-5217)
- 1955 : Les feuilles mortes – Pour un baiser d'amour (RCA Victor, 57-5268)
- 1957 : Le ciel se marie avec la mer – Parc Lafontaine (Pathé, 77.134)
- 1957 : Parc Lafontaine – Mon Saint-Laurent, si grand, si grand (Pathé, 77.137)
- 1958 : Dis-moi quelque chose de gentil – Relaxez-vous (Music-Hall, 45-116)
- 1974 : La main noire – Le petit appartement (Totem, TO-4728)

### Compilations
- 1964 : Mes premières chansons (RCA Victor Gala, CGP 243)
- 1996 : Les refrains d'abord (2 CD, Fonovox, VOX 7825-2)
- 2005 : Lucille Dumont : Collection Québec Info Musique (Expérience, EXP-105)

### Collaborations en tant qu'artiste invité
- 1957 : 12 chansons canadiennes (Pathé, PAM 68.000; Réédité en 1976 « En veillant sur le perron » avec titres supplémentaires, Capitol, SKB 70047)
- 1959 : Difficultés temporaires (Music-Hall, 33-107)
- 1962 : Les 12 meilleures chansons canadiennes (Variété, 9000)
- 1962 : The Neil Chotem Orchestra (CBC Transription, LM-17)
- 1962 : Yvan Landry & son Trio (CBC, RM-79)
- 1963 : Chansons sur mesure 1963 (Adagio, 198.001)
- 1999 : Complices, au fil des âges! (Disques Authentiques)
- 2001 : Le cabaret des refrains (GSI Musique, GSIC-977)

## Honneurs
- 1947 : Miss Radio
- 1999 : Officier de l'Ordre du Canada
- 2001 : Officier de l'Ordre national du Québec[9]
- 2006 : Prix du Patrimoine du Panthéon des Auteurs et Compositeurs canadiens